# عصوية ذهبية تكلامكانية
عصوية ذهبية تكلامكانية (الاسم العلمي: Chryseobacterium taklimakanense) هي نوع من البكتيريا، سلبية الغرام، تتبع جنس عصوية ذهبية.